# Navgarh
Navgarh, ou Naugarh ou Siddharthnagar, est une ville indienne située dans le district de Sidhartha Nagar dans l’État de l'Uttar Pradesh.

## Géographie
La ville est située à 65 km au nord-est de Basti, à la même distance au nord-ouest de Gorakhpur et à 600 km à l'est de New Delhi. Elle est à 20 km au sud de la frontière népalaise. Elle est peuplée de 25 422 habitants. La population est aux deux tiers hindoue et au tiers musulmane.
Elle fait partie du district de Sidhartha Nagar, dans la division de Basti, en Uttar Pradesh.